# Yuri Zarhin
Juri Gennadjewitsch Sarchin, aber meist nach der englischen Transkription Yuri Zarhin zitiert, (russisch Юрий Геннадьевич Зархин; * 13. März 1951) ist ein russischer Mathematiker, der sich mit algebraischer Geometrie und Zahlentheorie beschäftigt.
Zarhin studierte ab 1968 an der Lomonossow-Universität, an der er 1975 bei Yuri Manin promoviert wurde und sich 1986 an der Universität Leningrad habilitierte (russischer Doktorgrad) (ebenfalls bei Manin). Er war bis 1983 an der Fakultät für Mathematik und Mechanik der Lomonossow-Universität, von 1975 bis 1986 Forscher am Rechenzentrum der Russischen Akademie der Wissenschaften, in den Jahren 1986 bis 1987 als leitender Wissenschaftler. Er ist seit den 1990er Jahren Professor an der Pennsylvania State University.
Er beschäftigt sich mit Abelschen Varietäten, K 3 Flächen, l-adischen Darstellungen und Lie-Algebren. In den 1970er Jahren arbeitete er über Endlichkeitssätze in der arithmetischen Geometrie.

## Schriften
- Herausgeber mit Sergei Vostokov: Algebraic Number Theory and Algebraic Geometry - Papers dedicated to Parshin on the occasion of his 60. Birthday. American Mathematical Society, 2002.
- Herausgeber mit Yuri Tschinkel: Algebra, Arithmetic and Geometry- in honor of Yuri Manin. Birkhäuser, 2010.
- mit Alexei Nikolajewitsch Parschin: Finiteness problems in algebraic geometry. In Eight papers translated from the Russian, American Mathematical Society Translations Ser.2, Bd.143, 1989, S. 35–102.